# Фартуков Іван Іванович
Іван Іванович Фартуков (нар. 28 липня 1948) — художник. Заслужений художник Республіки Башкортостан (2002). Член Спілки художників (1983). Голова правління Спілки художників Башкирської АРСР (1987—1989).

## Біографія
Фартуков Іван Іванович народився 28 липня 1948 року в с. Скориничі Білоруської РСР.
З 1969 живе і працює в Уфі. В 1977 році закінчив Нижньотагільський педагогічний інститут (нині Нижньотагільська державна соціально-педагогічна академія).
Фартуков Іван Іванович працює художником в техніці акварелі, в області скульптури, монументального мистецтва, графіки, в жанрі пейзажу, портрета, натюрморту, віддаючи перевагу багатофігурним жанровим композиціям і картинам на євангельську тему («Владика Андрій», «У світлий день Воскресіння», «Хресний хід на Уралі»).
Член Міжнародної академії графіки (м. Санкт-Петербург) з 2004 року.
Роботи знаходяться в колекціях Національного художнього музею Білорусі, Державного музею образотворчого мистецтва Республіки Татарстан (Казань), Красноярського і Чуваського художніх музеїв, галереї «Урал» (Уфа), Новосибірського державного художнього музею та Магнітогорської художньої галереї.

## Виставки
Фартуков Іван Іванович — учасник художніх виставок з 1972 року, з 1994 року бере участь у міжнародних виставках.
Персональні виставки: Уфа (1984, 1996, 1998, 2008), Гамбург (1995, 1997; Німеччина), Кумертау, Салават (1996), Нефтекамськ (1997).

## Основні роботи
«До Карського моря», 1984; «Вік минає», 1998; «Покаяння», 1992—1996; «Благословення», 1993; «Набіг», 2008; «Добрі справи в місяць Рамазан», диптих, 1997; «Йома. П'ятниця», 1998;. портрети архієпископа Софронія (1999), художника С. А. Лебедєва (2006), портрет «Флорида», 2002.

## Нагороди
Диплом і премія ім. А. М. Пєтухова, Другої незалежної Міжнародної Бієнале графіки «Белые Интерночи» (2004; Санкт-Петербург).